# 幻日

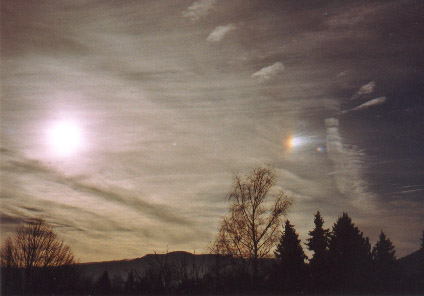
幻日 左側の光が太陽。中央の樹木の右上に小さく虹色に見えるのが幻日

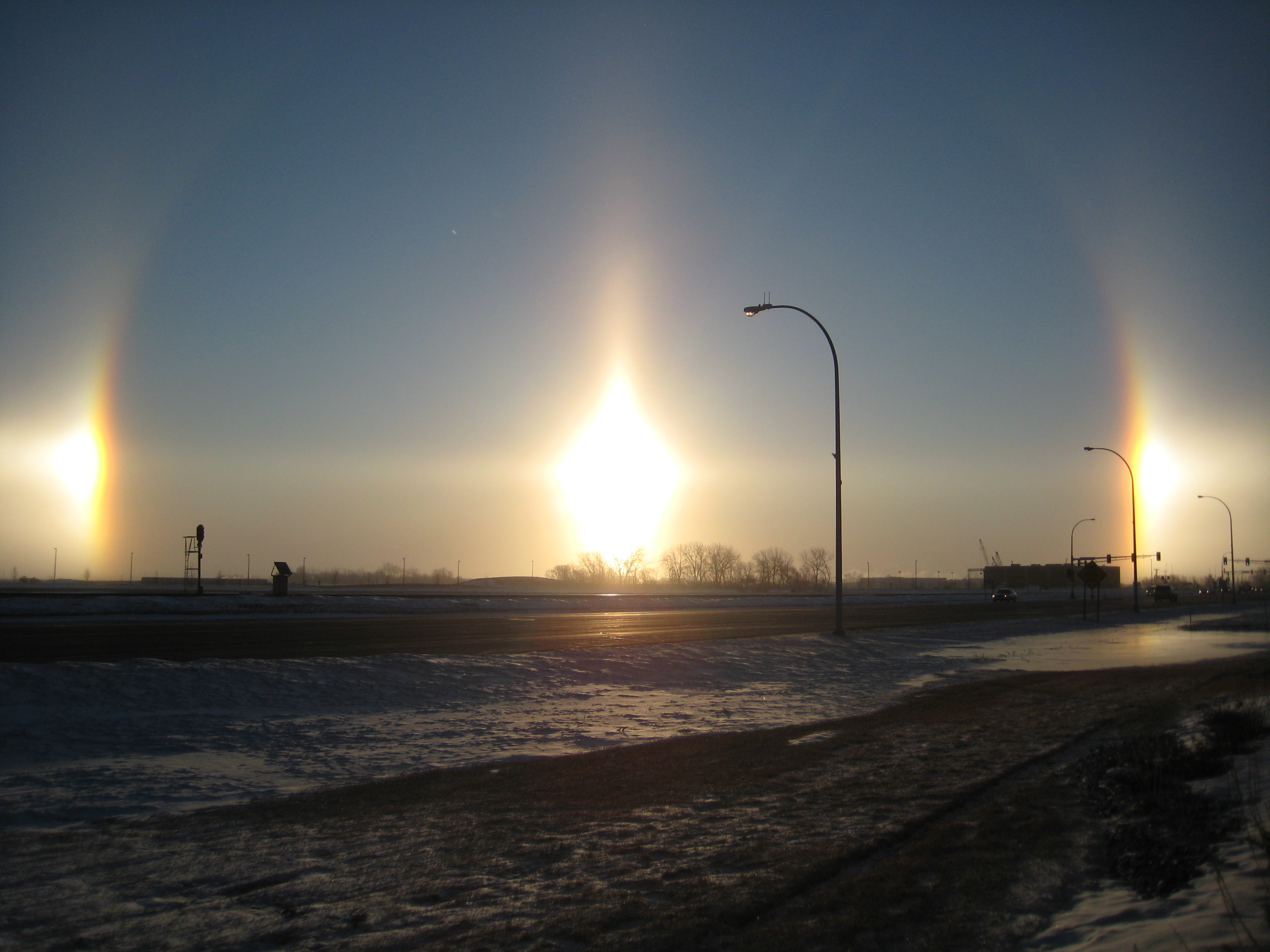
アメリカ合衆国ノースダコタ州ファーゴで観察された幻日

幻日 (げんじつ、英語: sun dog/mock sun/parhelion) とは、太陽と同じ高度の太陽から離れた位置に光が見える大気光学現象のことである。
なお、月に対して同じような光が見える場合もあり、この場合は幻月 (げんげつ、英: moon dog/mock moon/paraselene) と呼ばれる。

## 原理
通常、幻日は太陽から約22度離れた太陽と同じ高度の位置に見える。雲の中に六角板状の氷晶があり、風が弱い場合、これらの氷晶は落下の際の空気抵抗のため地面に対してほぼ水平に浮かぶ。この氷晶の1つの側面から太陽光が入射し、1つ側面を挟んだ別の側面から出る場合、この2つの面は60度の角を成しているため、氷晶は頂角60度のプリズムとしてはたらく。
この氷晶によって屈折された太陽光は、太陽から約22度離れた位置からやってくるように見えるものが最も強くなる。このようにして見えるのが幻日である。
太陽高度が高い場合、氷晶の中を斜めに光が通るためにプリズムの頂角が60度よりも大きくなったようにふるまい、太陽と幻日の角度は22度よりも大きくなる。太陽高度が61度よりも高い場合には、氷晶の側面から光が出ようとしたときに全反射されてしまうため、幻日は見られない。氷晶の並び方に水平からのばらつきがある場合、幻日の上下に光が広がって見える。
また、氷晶の屈折率は光の波長によって異なるため、幻日も虹のように色に分かれて見える。幻日は太陽に近い側が赤色、太陽から遠い側が紫色となっている。氷晶がよく水平に揃っている場合には幻日の光が強いために確認するのは難しいが、水平からのばらつきがある場合には光が弱くなって確認しやすくなる。
雲を構成する六角板状の氷晶の一部が水平となり、残りはランダムに配列しているような時には幻日と内暈と同時に現れることもある。太陽高度が低い場合には内暈のうち太陽と同じ高度の部分が強く光っているように見える。太陽高度が高い場合には幻日は内暈の外側に分離して見える。

## 様々な幻日

### 映幻日
高い山や飛行機から見える映日に対しても幻日が見えることもあり、これを映幻日 (えいげんじつ) と呼ぶ。これは映日の光がさらに氷晶で屈折されたものではなく、氷晶の1つの側面から太陽光が入射して氷晶の底面で反射された後、1つ側面を挟んだ別の側面から出てきた光が見えているものである。

### 120度幻日
氷晶に入射した太陽光が側面で反射した後に別の側面から出ていく場合には、幻日の太陽との相対的な位置が変わり、太陽から約90度あるいは約120度はなれた位置に幻日が見られる場合がある。しかし、これらは極めてまれな現象である。

## 備考
- 長禄3年（1459年）の出来事として、「太陽が二つに見えたり、妖星が月を犯す異変（現象）が起きた」とされる[6]。